# Carlos Cortés Lee
Carlos Cortés Lee (Zipaquirá, 22 de diciembre de 1859-1928) fue un sacerdote católico, teólogo, catedrático, pensador, escritor y político colombiano.

## Biografía
Fue ministro de Instrucción Pública (hoy Ministerio de Educación de Colombia) en 1914, durante el gobierno del conservador José Vicente Concha. Fue reemplazado luego por Emilio Ferrero, quien estuvo frente a la cartera hasta el final del gobierno Concha.

## Homenajes
Luego de su fallecimiento, en el Congreso colombiano y bajo el gobierno del conservador Miguel Abadía Méndez, se expidió la ley 51 de 1928 para rendirle homenaje a su figura. La ley ordenó la construcción de un monumento en su honor, ubicado en Zipaquirá y la publicación de sus textos.
También en Zipaquirá existe un establecimiento educativo llamado Instituto Carlos Cortés Lee.

## Obras
- Homenaje a Jesucristo (Sermones)
- Oradores Sagrados de Fin de Siglo: Carlos Cortés Lee
- Sermónes Inéditos - Carlos Cortés Lee